# イメージングサイエンス
イメージングサイエンス（英語: imaging science）とは、複雑であったり本来不可視である事象を、画像化や動画化等によって可視的にわかりやすく表現しようとする科学である。
磁力線、超微細な構造、超望遠のものなどは不可視であったり、観測は難しい。また脳の活性を測定するには非侵襲的である必要があるなど様々な阻害要因があった。しかし、近年の科学技術の発達によってそれらを測定することが可能になり、科学の世界でイメージング（画像）が重要な方法論として発展しつつある。